# Stazione di Tricesimo-San Pelagio
Stazione di Tricesimo-San Pelagio vasútállomás Olaszországban, mely Tricesimo települést és annak San Pelagio nevű frazionéját szolgálja ki..

## Vasútvonalak
Az állomást az alábbi vasútvonalak érintik:
- K.k. Staatsbahn Tarvis–Pontafel

## Kapcsolódó állomások
A vasútállomáshoz az alábbi állomások vannak a legközelebb:
- Stazione di Udine
- Stazione di Tarcento
- Stazione di Reana del Rojale